# Лайла Лаламі
Лайла Лаламі (араб. ليلى العلمي   , * 1968, Рабат, Марокко) — американська письменниця родом з Марокко.

## Життєпис
Лайла Лаламі народилась в Марокко, вивчала англійську мову в університеті Мохаммеда V. 1990 року отримала ступінь магістра лінгвістики Університетського коледжу Лондона за грантом Британської ради. За два роки перебування на батьківщині, 1992 року вона переїхала до Лос-Анджелеса. Згодом стала докторантом з лінгвістики в університеті Південної Каліфорнії.
Культурний та літературний критик. Деякі її статті опубліковані в національних газетах «Бостонський глобус», «Лос-Анджелес Таймс» і «Нью-Йорк Таймс». Як письменниця Лайла дебютувала в 1996 році збіркою новел «Надія та інші небезпечні переслідування». Збірка перекладена шістьома мовами. У 2009 році вона опублікувала свій перший роман. Успіх приніс другий роман «Рахунок Маври», який розповідає про Естеваніко, першого африканця, який перейшов Америку. Книга стала великим хітом для критиків, отримала Американську книжкову премію та Арабсько-американську книжкову премію, і була номінована на Пулітцерівську премію та Букерівську премію.

## Твори (вибірково)
- Надія та інші небезпечні переслідування (2005)
- Таємний син (2009)
- Рахунок мавру (2014)
- Інші американці . Пантеон, 2019